# 貝恩梅達特灣
貝恩梅達特灣（英語：Bainmedart Cove）是南極洲的小海灣，位於麥克羅伯特森地，處於查爾斯王子山脈地區的拉多克湖東部，長2公里，現時由南極條約體系管理。